# Mike Fisher (ijshockeyer)
Michael Andrew Fisher (Peterborough (Ontario) 5 juni 1980, roepnaam: Mike Fisher), is een Canadees Amerikaans professioneel ijshockeyer die momenteel speelt voor de Nashville Predators in de National Hockey League. Fisher speelde eerder voor de Ottawa Senators. Hij is getrouwd met de Amerikaanse countryzangeres Carrie Underwood. Samen hebben ze twee zonen.
- Library of Congress Control Number: n2011031930
- Virtual International Authority File: 170727845
- WorldCat: E39PBJtcHXkFvDv4KJjYPmHwG3